# Per ardua ad astra

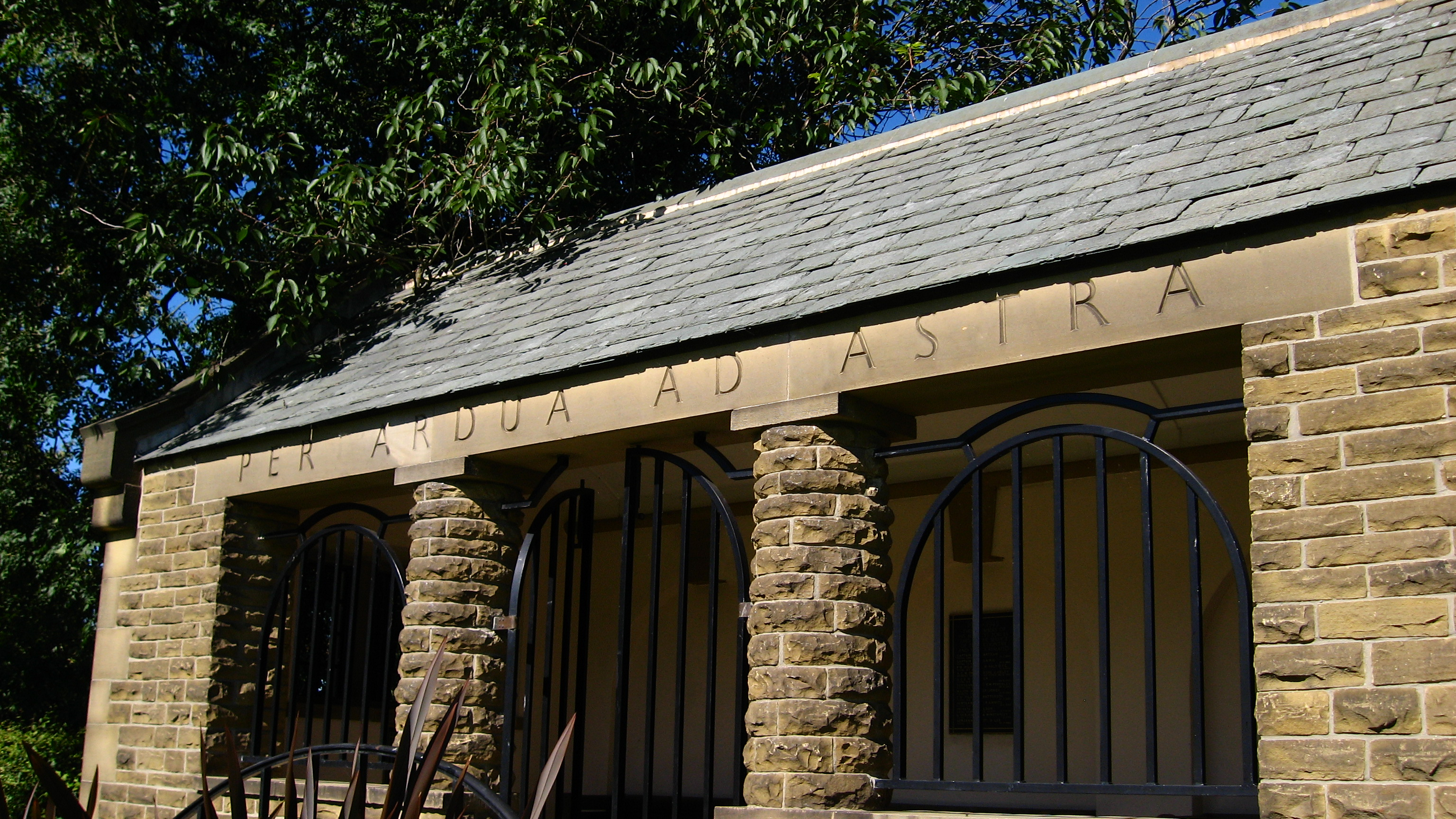
O lema esculpido no abrigo e no cemitério Stonefall em Harrogate, onde o pessoal das Forças Aéreas era sepultado.

Per ardua ad astra ("Através da adversidade para as Estrelas"; também pode ser escrito "per aspera ad astra") é o lema da Força Aérea Real e de outras Forças Aéreas de Commonwealth, como a Força Aérea Real Australiana - (RAAF), a RNZAF, e a ex-Força Aérea Real Canadense  - (RCAF). Este lema foi criada em  1912 e foi usado pelo recém-formado Royal Flying Corps.